# 维纳斯门

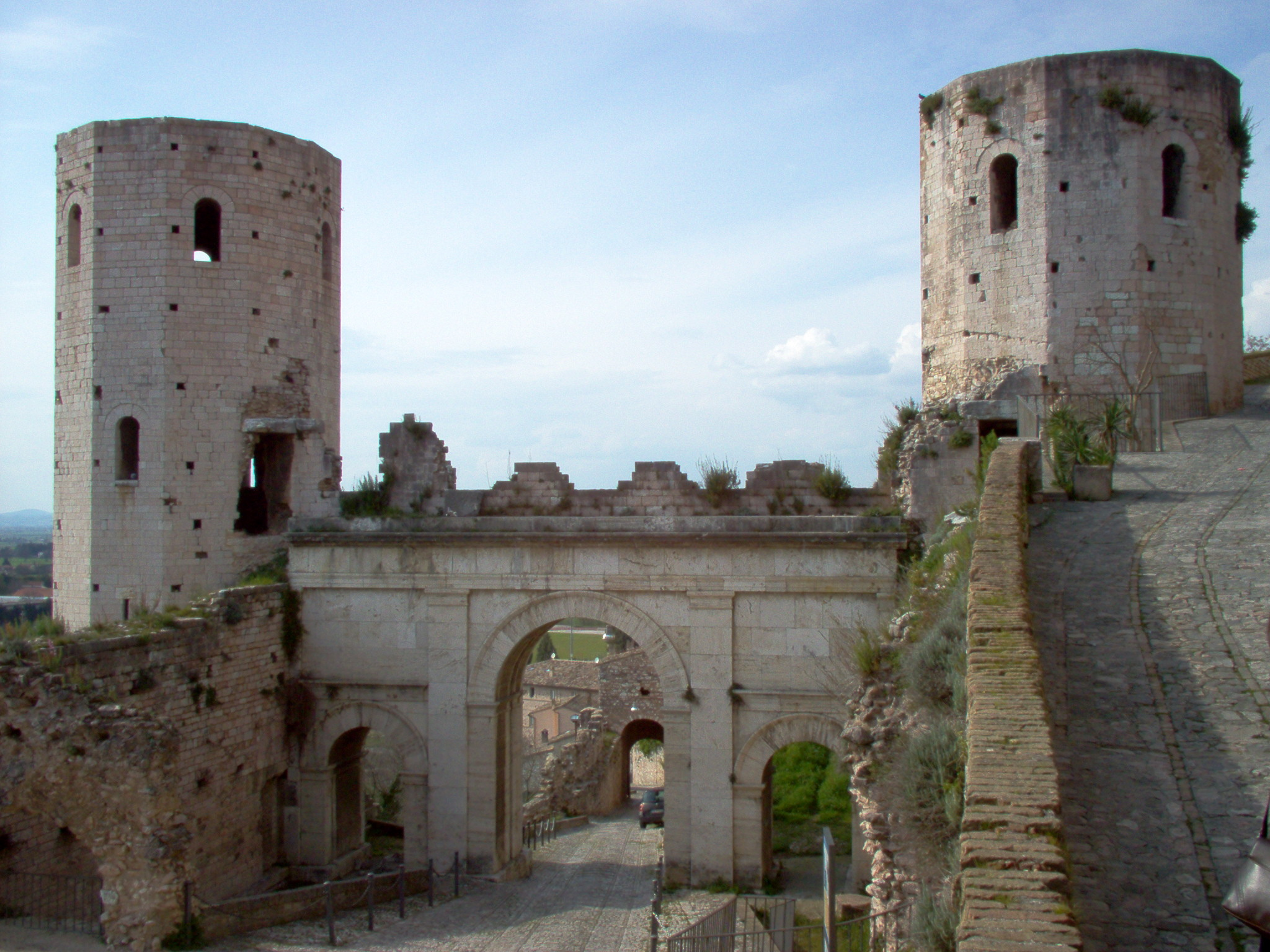

维纳斯门（Porta Venere）意大利翁布里亚大区佩鲁贾省斯佩洛的六座城门之一，罗马式风格，始建于前1世纪，因靠近古代的维纳斯神庙而得名。
城门使用白色石灰华建造，装饰有多立克柱式的壁柱，设有三个拱门，建于皇帝屋大维·奥古斯都（前27年-前14年）统治时期，两边是两座巨大的十二边罗马式塔楼经常被拿来与同时期都灵的帕拉蒂内城门相比较，称为“普罗佩尔齐奥”，得名于拉丁语诗人普罗佩提乌斯（前47年-前4年）。斯佩洛和阿西西争夺诗人出生地的荣誉：但他很可能是出生在方济各的家乡阿西西。